# Matematik 2
Matematik 2 är en gymnasiekurs i den svenska gymnasieskolan. Kursen omfattar 100 poäng och läses under en eller en och en halv termin av naturvetare och tekniker och under ett läsår av övriga. Matematik 2 ersatte från och med läsåret 2011/12 kursen Matematik B i och med läroplanen Gy11. Kursen är inte obligatorisk på alla program, men ingår i poängplanerna för alla högskoleförberedande program utom i de estetiska och humanistiska programmet. Kursen kan läggas till som individuellt val i alla gymnasieprogram.
Kursen är uppdelad i tre spår, Matematik 2a, 2b och 2c, där 2c är det svåraste och läses på naturvetenskapsprogrammet och teknikprogrammet. Anledningen till att kursen är uppdelad är att den ska vara bättre anpassad till kraven i de olika gymnasieprogrammen. Kursen bygger på kursen Matematik 1 och följs av kursen Matematik 3.  
Kursen betygsätts med betygsskalan A-F där A är det högsta betyget, E är det lägsta godkända betyget och F motsvarar icke godkänt.

## Centralt innehåll
Undervisningen i kursen Matematik 2c ska bestå av följande centrala innehåll: 

### Taluppfattning, aritmetik och algebra
- Logaritmer och logaritmlagarna
- Kvadrerings- och konjugatreglerna
- Linjära ekvationssystem med två och tre obekanta
- Algebraiska och grafiska metoder för att lösa exponential-, andragrads- och rotekvationer
- Introduktion av begreppet komplext tal i samband med lösning av andragradsekvationer

### Geometri
- Kurva, räta linjens och parabelns ekvation
- Användning av grundläggande klassiska satser i geometri om likformighet, kongruens och vinklar

### Samband och förändring
- Egenskaper hos andragradsfunktioner
- Konstruktion av grafer till funktioner samt bestämning av funktionsvärde och nollställe, med och utan digitala verktyg

### Sannolikhet och statistik
- Statistiska metoder för rapportering av observationer och mätdata
- Metoder för beräkning av olika lägesmått och spridningsmått inklusive standardavvikelse
- Egenskaper hos normalfördelat material

### Problemlösning
- Strategier för matematisk problemlösning inklusive användning av digitala verktyg
- Matematiska problem av betydelse för privatekonomi och samhällsliv
- Matematiska problem med anknytning till matematikens kulturhistoria